# Locomotiva FS 234
Le locomotive FS 234 sono dei mezzi di trazione a scartamento normale utilizzati in servizio di manovra in molti impianti delle Ferrovie dello Stato e in raccordi industriali. Sono state costruite in 2 serie e con caratteristiche simili.

## Storia
Le unità di serie del gruppo 234 furono precedute da un prototipo costruito nel 1957 dall'OM, classificato provvisoriamente DI 240.001, che fu provato per qualche tempo anche negli scali delle Ferrovie Nord Milano.
Il prototipo, acquisito dalle FS nel 1959 con la classificazione 234.3099, fu costruito, per contenere i costi, con il carro recuperato da una locomotiva a vapore 835 demolita, equipaggiato con il cambio idraulico SRM e dotato di una cabina di guida in posizione paracentrale.
Le locomotive di serie vennero ordinate, nel 1959, dalle Ferrovie dello Stato alla Breda e alla OM in due lotti di 18 unità.
Per evitare che le Officine Grandi Riparazioni di Verona, terminata nel 1959 la trasformazione di alcune locomotive a vapore 740 in 741, potessero restare senza lavoro, si decise di assegnar loro la sperimentazione del prototipo 234.3099 e la verifica con le ditte costruttrici della fattibilità del recupero dei telai delle locomotive 835. I carri di 36 di esse furono quindi revisionati e adattati dalle officine stesse, che intervennero in particolare sulla semplificazione del biellismo, sulla contrappesatura delle ruote e su altri particolari.
Le unità di serie di costruzione OM furono consegnate nel 1961 e immatricolate con la numerazione 234.3001-3018; le unità Breda furono invece consegnate tra il 1961 e il 1962 e immatricolate come 234.2001-2018.
Il prototipo 234.3099 fu reso simile alle locomotive OM della serie 234.3001-3018 nel 1969.
Alla fine del 1985 le 234 risultavano in gran parte accantonate: quelle rimaste in servizio erano concentrate nei depositi di Torino (9 unità OM), Novara (2 unità Breda) e Verona (2 unità Breda), mentre altre 2 unità Breda erano state noleggiate alla Siette di Roma.
Tutte le unità furono alienate dal parco FS tra il 1986 e il 1993.

## Caratteristiche

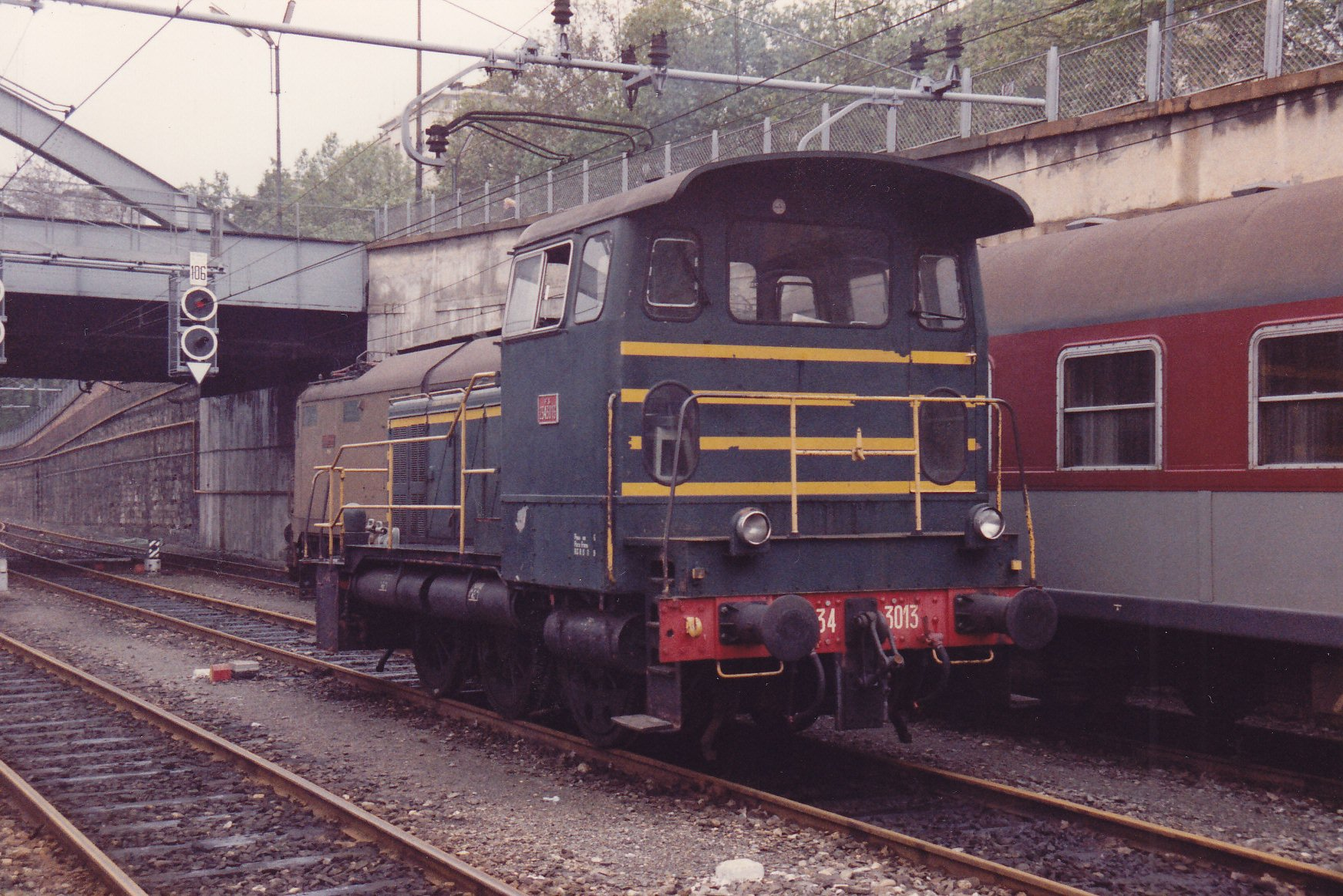

Le due serie di locomotive differivano essenzialmente nella motorizzazione che era costituita, per le unità Breda, da un motore della stessa casa a 6 cilindri a V da 265 kW sovralimentato ad iniezione indiretta e, per le OM, da un motore Diesel ad iniezione diretta a 6 cilindri verticali della potenza di 280 kW.
Il convertitore di coppia era per tutte e 36 unità del tipo idraulico SRM (Svenska Rotor Masckiner), veniva collegato per mezzo di una frizione a dischi multipli e la trasmissione di moto alle ruote avveniva per mezzo di un contralbero e di una biella di accoppiamento delle ruote.
La lunghezza totale del rotabile era di 9,3 m.  L'ultima unità immatricolata, di costruzione OM che era il prototipo della serie, ricevette il numero 234.3099; questa differiva dal resto della serie per avere un asse cavo al posto del contralbero di trasmissione.
La locomotiva fu dotata di impianto frenante ad aria compressa con freno Westinghouse. Per aumentare l'aderenza allo spunto era dotata di sabbiere azionate ad aria compressa.

## Depositi
Le unità allestite dall'OM furono assegnate al deposito locomotive di Torino Smistamento, dove trascorsero tutta la loro vita.
Le unità allestite dalla Breda furono inizialmente assegnate ai depositi milanesi, rimando concentrate nelle aree piemontese, lombarda e veneta anche dopo i successivi spostamenti.